# Oligúria
L'oligúria es refereix a la disminució, i l'anúria absència, de producció d'orina. Aquesta disminució pot ser un signe de deshidratació, insuficiència renal o retenció d'orina.
L'oligúria es pot defineix com una producció d'orina inferior a 1 ml / kg / dia en nadons, menys de 0,5 ml / kg / dia en nens, i menys de 400 ml / dia en adults.

## Fisiopatologia
Els mecanismes que causen oligúria es poden agrupar en tres categories: 
- Prerrenal: En resposta a un xoc del ronyó (per exemple a causa de la deshidratació per escàs consum oral, diarrea, hemorràgia massiva o sèpsia)
- Renal: A causa de danys al ronyó (per xoc, rabdomiòlisi, medicaments)
- Postrenal: conseqüència d'una obstrucció en el flux urinari (per exemple hipertròfia benigna de pròstata o per hematoma)

## Causes
Les causes de l'incompliment de la funció renal, pot tenir múltiples causes, com per exemple, medicaments o toxines anticongelant, la diabetis, alta pressió arterial. Les pedres o tumors en el tracte urinari també poden causar per l'obstrucció a la creació d'un flux urinari. Alt de calci en sang, àcid úric o d'oxalat, poden contribuir al risc de formació de càlculs. En els homes, l'ampliació de pròstata és una causa comuna d'anúria obstructiva. Anúria aguda, on la disminució de la producció d'orina es produeix amb rapidesa, en general és un signe d'obstrucció o de la insuficiència renal aguda. La insuficiència renal aguda pot ser causada per factors no relacionats amb el ronyó, com insuficiència cardíaca, infecció, i altres condicions que causen el ronyó a ser privat de la circulació de la sang.

## Símptomes
L'anúria en si és un símptoma, no una malaltia. Sovint s'associa amb altres símptomes de la insuficiència renal, com ara la manca de gana, debilitat, pruïja, nàusees i vòmits. Aquests són principalment el resultat de l'acumulació de toxines en la sang que normalment s'elimina pels ronyons sans.

## Tractament
- El tractament depèn de la causa subjacent d'aquest símptoma. La manera més fàcil de tractar la causa és l'obstrucció del flux urinari, que sovint es resolen mitjançant la inserció d'un catèter urinari a la bufeta urinària.
- El mannitol és un medicament utilitzat per augmentar la quantitat d'aigua extreta de la sang i, per tant, millorar el flux de sang als ronyons. No obstant això, el mannitol està contraindicat en anúria secundària a malaltia renal, deshidratació severa, hemorràgia intracranial (a menys que durant craniotomia), congestió pulmonar severa o edema pulmonar.
- La dextrosa i dobutamina s'utilitzen per augmentar el flux de sang als ronyons i actuar dins dels 30 a 60 minuts.